# Hylettus griseofasciatus
Hylettus griseofasciatus es una especie de escarabajo longicornio perteneciente al género Hylettus, categorizada en la tribu Acanthocinini, de la subfamilia Lamiinae. Fue descrita por Audinet-Serville en 1835.
El período de actividad en los ejemplares adultos se presenta en mayo, octubre, noviembre y diciembre.

## Descripción
Mide 9,2-13,5 mm de longitud.

## Distribución
Se distribuye por América del Sur: en Brasil.